# Makhmudkend
Makhmudkend (azerbajdzjanska: Mahmudkənd) är en ort i Azerbajdzjan.   Den ligger i distriktet Nachitjevan, i den västra delen av landet, 400 km väster om huvudstaden Baku. Makhmudkend ligger 846 meter över havet och antalet invånare är 3 878.
Terrängen runt Makhmudkend är kuperad åt nordost, men åt sydväst är den platt. Närmaste större samhälle är Dyudengya, 3,4 km väster om Makhmudkend. 
Trakten runt Makhmudkend består till största delen av jordbruksmark. Runt Makhmudkend är det ganska tätbefolkat, med 90 invånare per kvadratkilometer.